# Sauvaire Intermet
Sauvaire Intermet, né vers 1573 à Tarascon, mort en 1657, à Avignon, est un musicien et compositeur français du XVIIe siècle.

## Biographie
Originaire de Tarascon, Sauvaire est peut-être le fils de Giraud Antermet qui est baptisé le 30 novembre 1573 en l'église Sainte-Marthe de Tarascon. Il est nommé clerc.
Sauvaire Intermet est nommé dès 1590 maître de musique de la cathédrale Saint-Trophime d'Arles, jusque vers 1595, époque à laquelle il semble s'être déplacé vers Avignon où il est déjà bénéficier du chapitre de Saint-Agricol.
Un acte du 25 mars 1599 le qualifie de « mestre de chapelle de la Reyne de France », probablement de Louise de Lorraine-Vaudemont (1553-1601), veuve d’Henri III et retirée à Chenonceaux ; il a pu à cette époque croiser des maîtres de la Chapelle ou de la Chambre du roi. Le 24 août 1599, il est reçu chanoine du chapitre de Saint-Agricol d’Avignon et y prend la charge de maître de chapelle. Sa carrière dans cette église a duré plusieurs dizaines d'années ; elle est émaillée des incidents classiques de la vie d'une maîtrise, telle une procédure pour insultes proférées à l'encontre du maître des enfants en 1612. Le 1er mai 1619 il accède à la charge d'auditeur des comptes du chapitre de Saint-Agricol, qui oblige qu'il soit remplacé. 
Sa carrière à Saint-Agricol subit quelques interruptions à Saint-Just de Narbonne en 1613-1614 et vers 1616, puis à Saint-Sauveur d'Aix-en-Provence de mars à août 1629 (il est réengagé le 28 août à Avignon). Après son retour d'Aix-en-Provence en 1629 il reprend sa charge de maître de musique à Avignon, et le 30 octobre 1629 celle d'auditeur des comptes. 
Parallèlement à ces engagements, Intermet se met à la disposition de la Ville à l'occasion d'entrées royales ou d'autres événements majeurs. Pour un musicien la ville d'Avignon était un poste de choix, située dans les possessions pontificales et par là même sujette aux influences italiennes. Les Jésuites y sont très présents, avec un noviciat et un collège important qui s'est beaucoup renforcé lors de l’interdiction de l’ordre en France entre fin 1594 et 1603. Avignon constitue en fait une position avancée de l'influence pontificale en France et un bastion jésuite entouré de terres à dominante protestante. Intermet fut ici maître de chapelle, et musicien officiel de la cité et comté d'Avignon, chargé de l'animation musicale des cérémonies et des entrées royales, et probablement aussi maître de la musique au Collège des Jésuites. Ce triple statut lui a procuré une prééminence sensible sur les autres  musiciens avignonnais, sinon provençaux, puisqu'il s'est fixé là pour une période d'environ cinquante ans, particulièrement longue pour un maître de chapelle.
Des relevés d’archives le montrent qui adjoint une bande de violons à ses chanteurs pour renforcer la musique lors des fêtes solennelles ou des processions majeures. Plusieurs relations le citent dirigeant la musique lors de grandes célébrations, comme en novembre 1600 lors de l'entrée de Marie de Médicis pour laquelle il rassemble les chanteurs de toutes les chapelles d’Avignon, ou fin juillet 1622 lors des fêtes de la canonisation d'Ignace de Loyola et de François Xavier. Il intervient aussi en novembre 1622 lors de l'entrée de Louis XIII à Avignon (le roi fit faire une copie de la musique d’Intermet tant il en fut ravi).
Intermet fut aussi actif pour les confréries d'artisans ou de pénitents, souvent localisées dans la chapelle du Collège des Jésuites. Il fut sollicité pour diriger leurs services en musique ou leur composer des cantiques, comme le prouve un document de 1647 concernant la congrégation des artisans taffetassiers. À Avignon, il dut être en contact avec quelques personnages maintenant plus célèbres que lui : le Jésuite Athanasius Kircher (1602-1680), le musicien maîtrisien Annibal Gantez (c. 1600 – 1668), ou Nicolas Saboly (1614-1675), célèbre compositeur de noëls.
Intermet teste la première fois le 3 janvier 1625, étant alors malade ; il prévoit à cette occasion une messe des morts annuelle et quelques dons. Un nouveau testament intervint le 8 février 1645, qui prévoit son ensevelissement à Avignon ou à Tarascon selon la place où il décède. Il constitue enfin son neveu Michel Intermet son exécuteur testamentaire et meurt peu après le 16 octobre 1657 âgé de 84 ans. François Béraud, organiste à Saint-Agricol depuis 1654, lui succède à la charge de maître de musique.

## Œuvres
Son œuvre est majoritairement perdue ou fragmentaire et reste donc difficile à apprécier.

### Chansons
- 4 chansons en français, 4 v. in Ms. Bayle, c. 1597 (perdu, cité par Gastoué 1904).

### Noëls et cantiques
- Cantiques pour l'entrée de Marie de Médicis, 1600.
- Là ça qui veut voir un dieu enfant 4v ? Chicago NL : Case MS 5136
- Quand l'œil de Jesus je voy 4-8v Chicago NL : Case MS 5136
- Noëls 2v, anonymes et en partie par Intermet, Avignon Ms. 1250 et Ms. 1181, copiés vers 1653-1664.
- Cantiques spirituels à l'usage de la Congrégation des jeunes artisans érigée à Avignon (Lyon : Antoine Molin, 1653 (musique impr. par Robert III Ballard), perdus[11].
- Intermet pourrait avoir contribué à la musique adaptée aux Hymnes et cantiques de Michel Coyssard (Anvers, 1600, et Paris, 1623/1655).

### Messes
- Missa pro defunctis, 1613, perdue, citée dans Robert 1966 p. 628.
- Missa pour les Minimes, perdue, citée par Robert 1965.
- Missa 8 v In devotione, perdue.
- Missa 6 v, perdue, toutes deux citées par Dufourcq 1958.

### Motets
La plupart de ses motets connus sont conservés dans 5 parties séparées, vestiges d’un ensemble de 12, récemment découverts dans la collection H. M. Brown à Chicago, auxquels on peut adjoindre une partie isolée provenant d’un autre recueil de même origine. Ces motets sont écrits sur des psaumes, des hymnes, prières, répons, versets ou antiennes divers.
Parmi ces derniers, la plupart concernent la liturgie des vendredi et samedi saints. Pour le reste, il est largement fait appel au procédé de la centonisation, avec des versets extraits notamment de Jean 6, Isaïe, et de l'Ecclésiaste. Ce recueil contient sept motets à la louange de grandes figures jésuites : Ignace de Loyola, François Xavier et François Borgia.
Les dates trouvées dans ce recueil mentionnent les années 1622, 1623 et 1624 ; il est dès lors évident qu'une partie de ces motets a pu être composée pour les fêtes de la canonisation conjointe des saints Ignace de Loyola et François Xavier, en 1622, comme avec celles de la béatification de François Borgia en novembre 1624 (et on sait par les témoignages ci-dessus qu'Intermet avait pris une part active à leur célébration).
La musique est d'un style contrapuntique, assez monnayé, avec parfois des sections très homophoniques, en style de faux-bourdon ou de "contrepoint simple".
Ce recueil contient aussi des preuves de la pratique polychorale déjà relatée dans les témoignages de 1600 et 1622 : écriture à deux ou trois chœurs, apparition précoce des petits chœurs de solistes en opposition au grand chœur, parfois une structure refrain-couplet qui se prête naturellement à la spatialisation. Il fournit un témoignage unique de la musique qui pouvait être interprétée dans les célébrations jésuites à Avignon au début du XVIIe siècle.

## Réception
La renommée d'Intermet fut grande, et d'autant plus significative qu'après 1600 il semble n'être jamais sorti de sa Provence natale et que ses œuvres ne furent presque jamais imprimées. Annibal Gantez le cite en 1643 à l'égal d'Eustache Du Caurroy ou de Claude Le Jeune ; le jésuite Antoine Parran le cite également dans son Traité de musique de 1639.